# Chronologie des femmes en informatique
La chronologie des femmes dans l'informatique retrace de façon chronologique les réalisations des femmes dans le domaine de l'informatique.

Pionnières en informatique
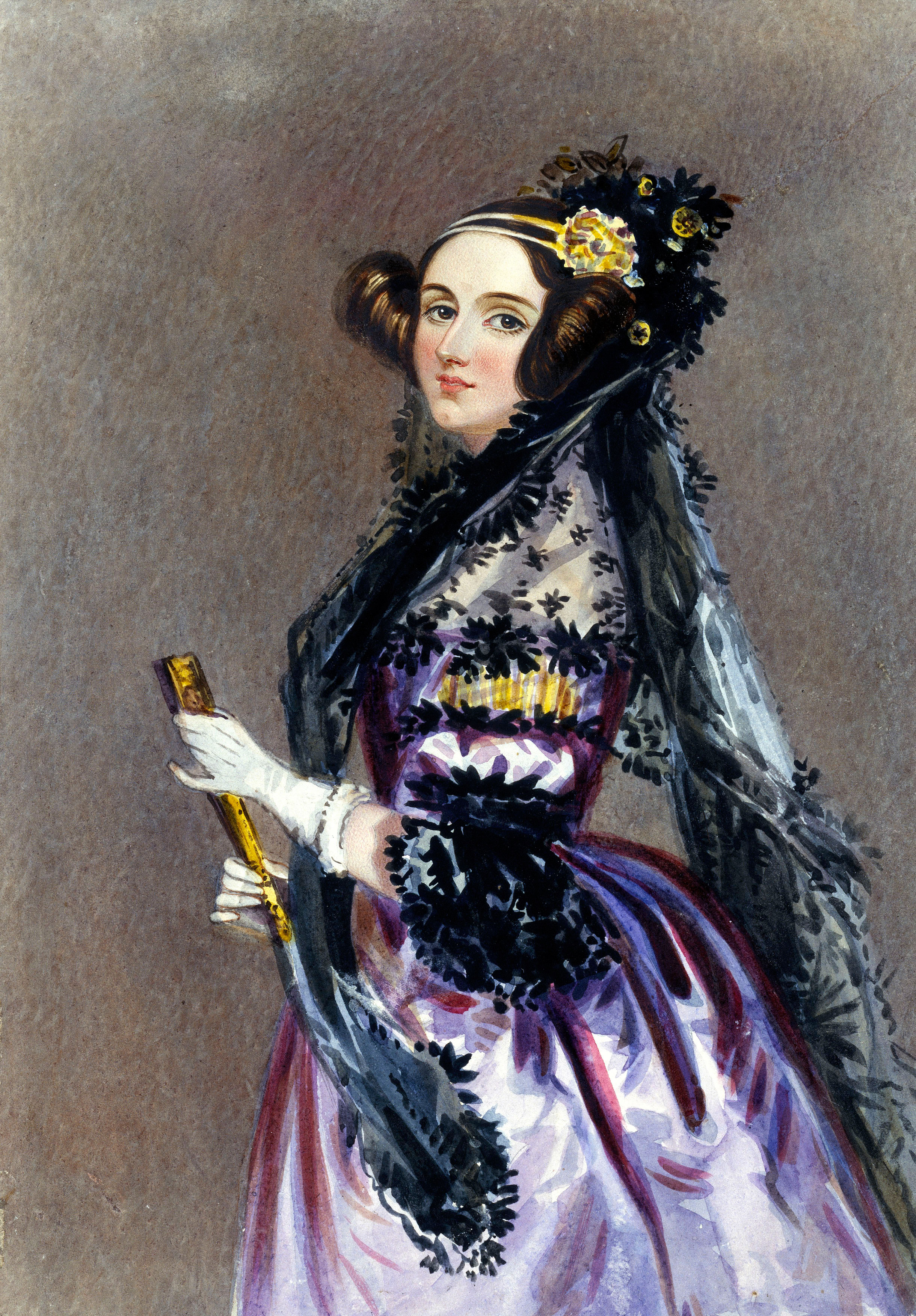
Ada Lovelace
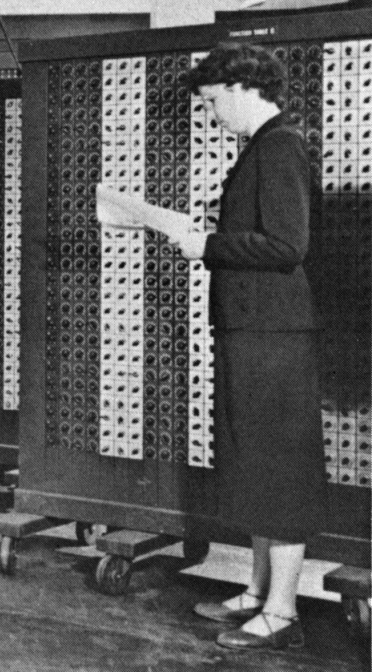
Betty Holberton
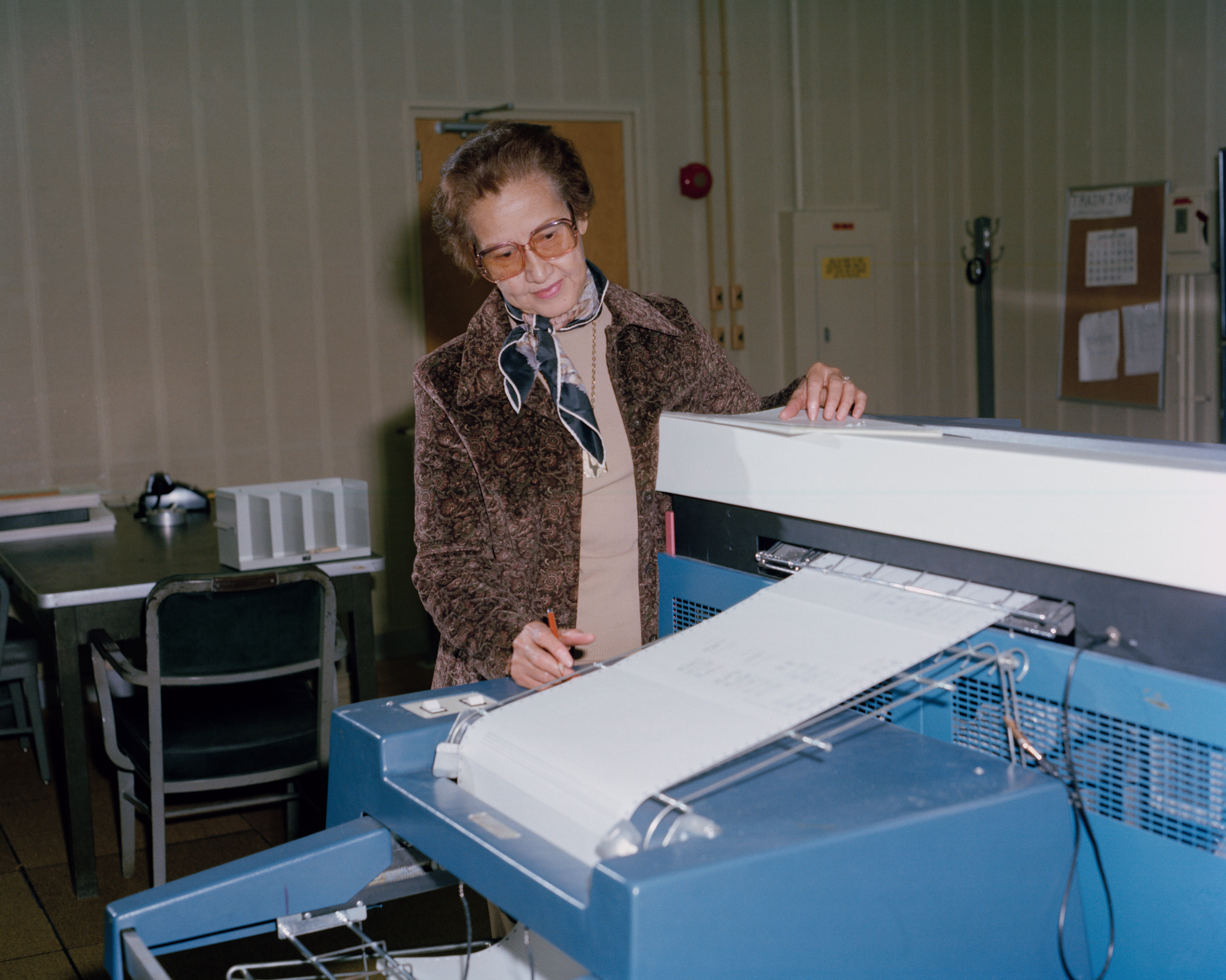
Katherine Johnson
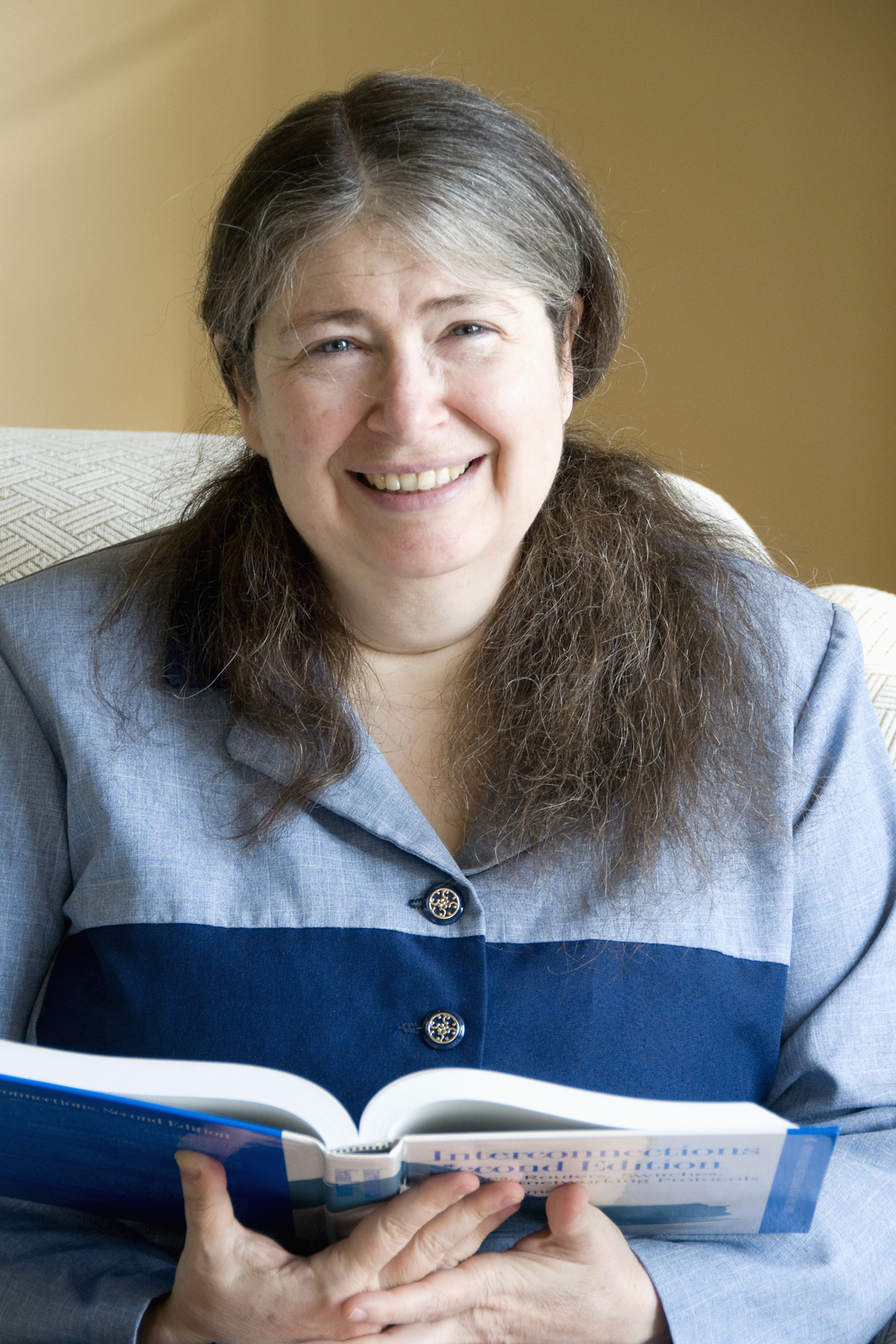
Radia Perlman
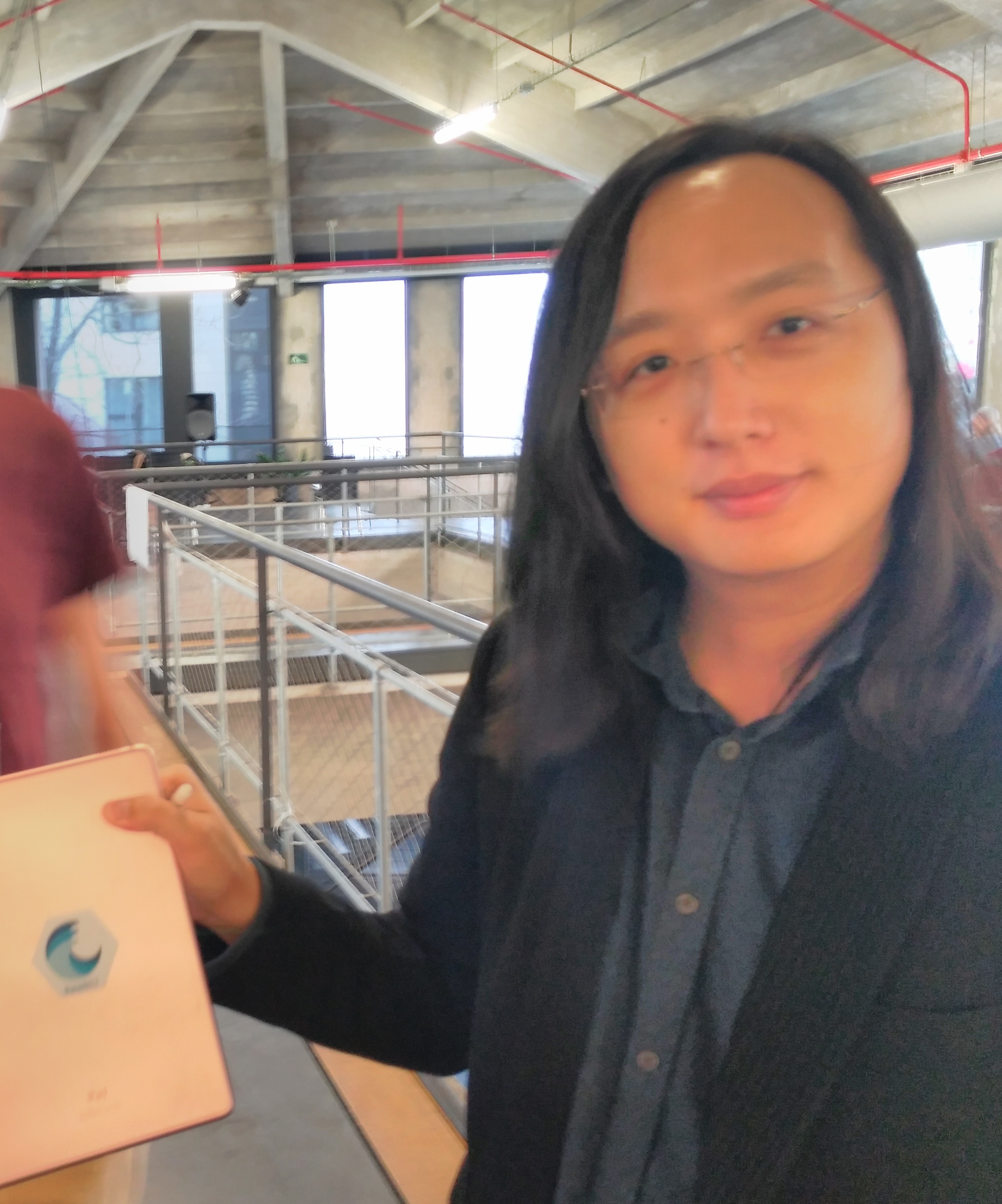
Audrey Tang
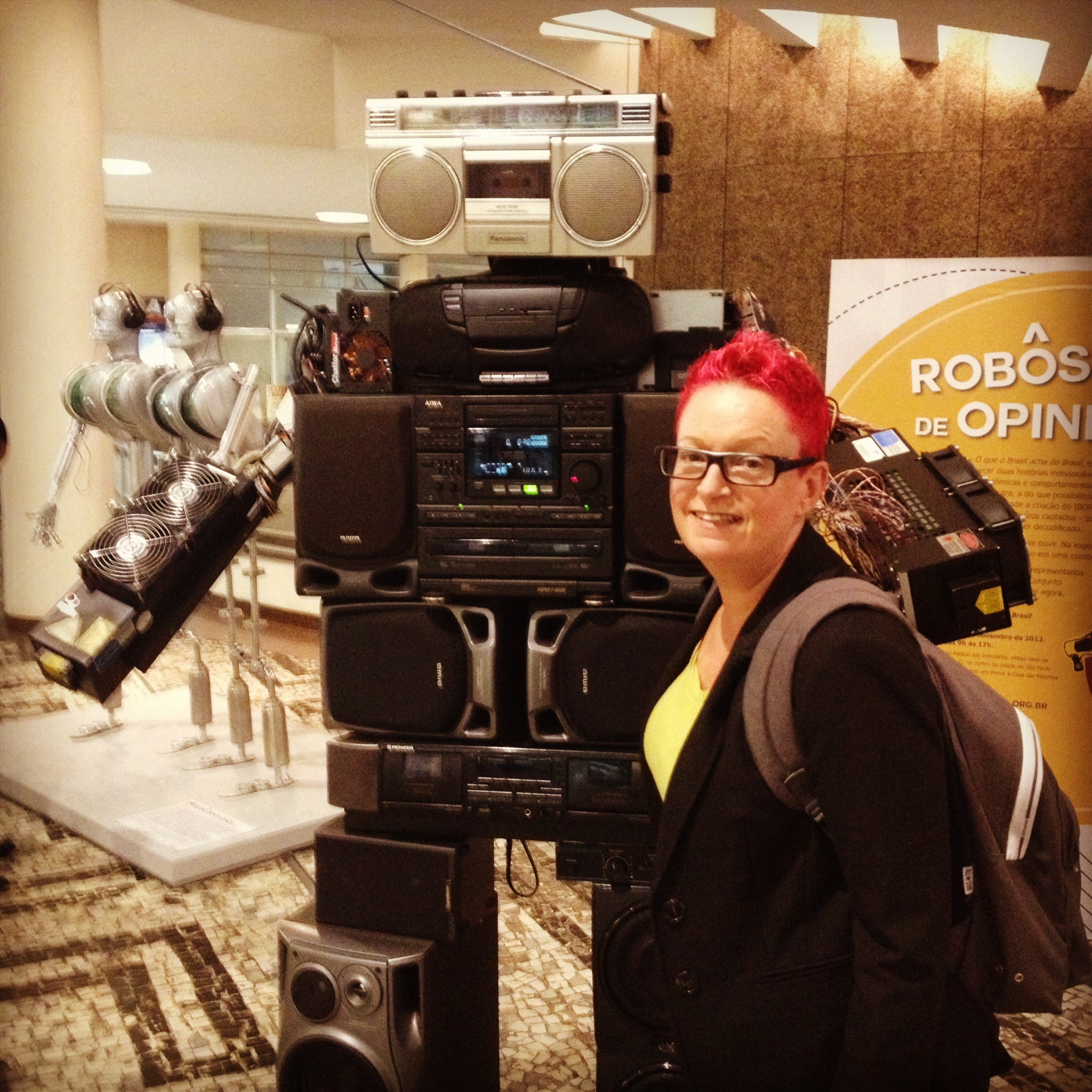
Sue Black

## XVIIIesiècle

### 1757
- Nicole-Reine Etable de la Brière Lepaute participe au calcul pour déterminer le prochain passage de la comète de Halley[1],[2],[3].

## XIXesiècle

### 1842
- Ada Lovelace analyse la machine de Charles Babbage. Elle est considérée comme la première personne à écrire un programme informatique[4],[5].

### 1849
- Maria Mitchell est embauchée par l'Observatoire naval des États-Unis pour travailler comme calculatrice sur les tables de la planète Vénus[6].

### 1875
- Anna Winlock rejoint les Harvard Computers, un groupe de femmes embauchées comme calculatrices pour établir les tables astronomiques à Harvard[7].

### 1892
- L’Observatoire de Paris et celui de Toulouse créent un bureau des dames, pour établir la Carte du ciel initié en 1887. Il est placé sous la direction de Dorothea Klumpke, première femme à avoir obtenu un doctorat en astronomie[8].

### 1893
- Henrietta Swan Leavitt rejoint les Harvard Computers. Elle découvre la relation entre la luminosité des étoiles variables, des céphéides et le rythme de leurs pulsations. Cette découverte permet aux astronomes de mesurer la distance entre la Terre et les autres galaxies[9].

## XXesiècle

### 1916
- Beatrice Mabel Cave-Browne-Cave travaille comme calculatrice pour le Ministère de l'armement au Royaume-Uni[10].

### 1918
- De nombreuses femmes sont embauchées comme calculatrices pour des calculs balistiques à Washington, D.C[11]. La responsable de ce groupe de calculatrices est Elizabeth Webb Wilson[12].

### 1920
- Mary Clem dirige le laboratoire de recherche en informatique à l'Université d'État de l'Iowa[13],[14].

### 1921
- Edith Clarke dépose un brevet pour un calculateur graphique qui permet de résoudre les problèmes de transmission de lignes électriques[15].

### 1926
- Grete Hermann définit les bases du système de calcul formel. Sa thèse de doctorat, intitulée The Question of Finitely Many Steps in Polynomial Ideal Theory est publiée dans les annales de mathématiques[16].

### 1935
- Le National Advisory Committee for Aeronautics (NACA) qui devient par la suite la NASA, embauche cinq femmes pour travailler dans le pool informatique destiné à analyser les données des programmes d'essais en soufflerie[17].

### 1939
- Johanna Piesch publie deux articles sur l'algèbre de Boole[18].

### 1940
- Des femmes américaines sont recrutées pour faire des calculs balistiques et programmer des ordinateurs pendant la Seconde Guerre mondiale. Vers 1943-1945, ces femmes utilisent un analyseur différentiel dans le sous-sol de la Moore School of Electrical Engineering (en) pour accélérer leurs calculs. Phyllis Fox dirige un analyseur différentiel avec des équations différentielles qui sont les spécifications de son programme[19].

### 1941
- Mavis Batey décrypte le code utilisé par la marine italienne lorsqu'elle travaille à Bletchley Park[20].
- Les États-Unis recrutent des diplômées africaines-américaines des collèges pour travailler comme calculatrices à Langley Air Force Base[21].

### 1942
- Le 11 août, Hedy Lamarr et George Antheil reçoivent le brevet pour la découverte de l'étalement de spectre par saut de fréquence[22].
- À Bletchley Park, plus de 10 000 personnes travaillent à décrypter les codes allemands. Deux tiers des personnes sont des femmes[8].

## Bletchley girls

### 1943

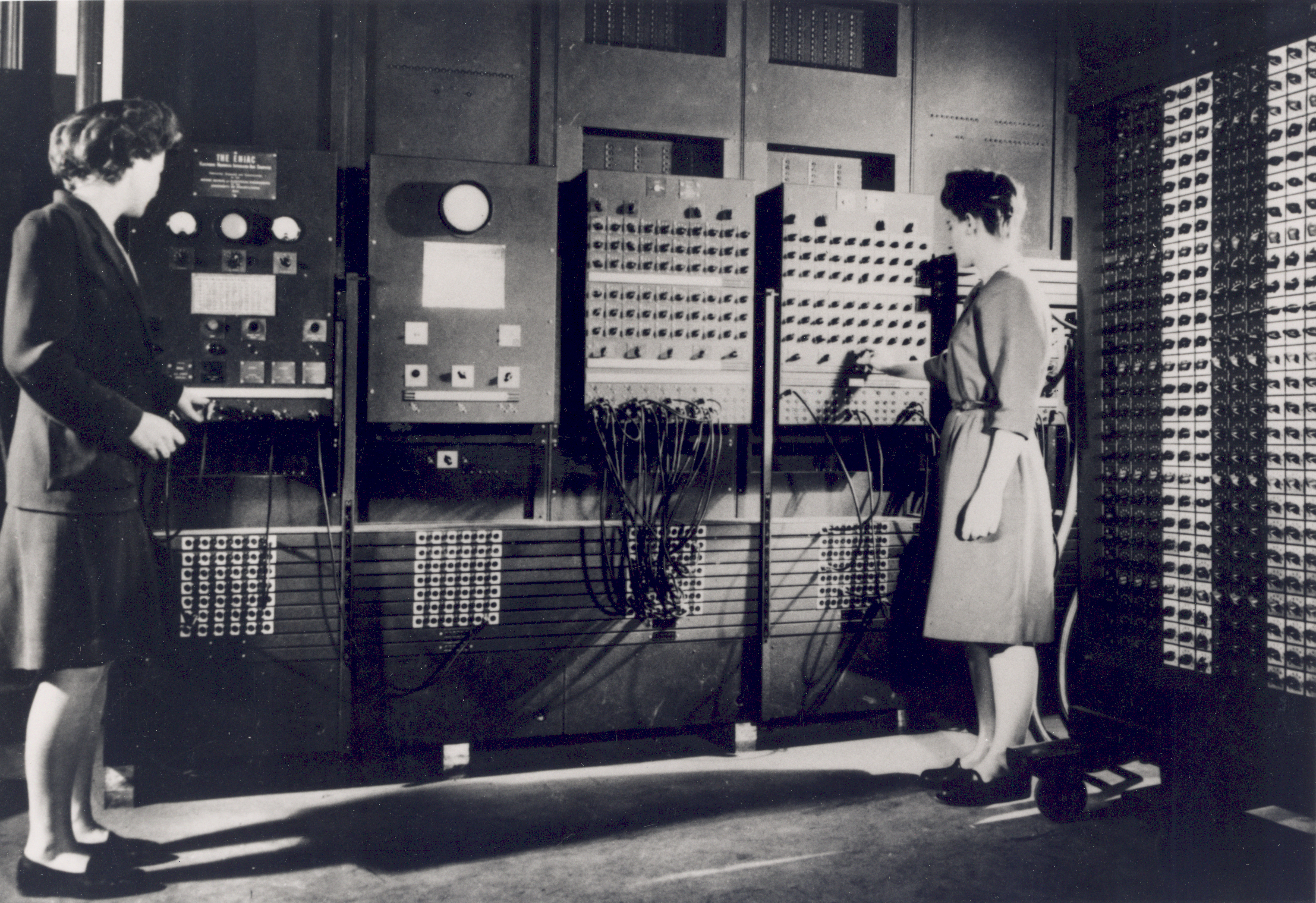
Jean Bartik et Frances Spence programmant l'ENIAC.

- 273 femmes travaillent au programme Colossus[23] qui permet le décryptage pendant la Seconde Guerre mondiale à Bletchley Park[24].
- Les épouses de scientifiques qui travaillent sur le Projet Manhattan et qui ont une formation en mathématique sont embauchées en tant qu'ordinateurs humains pour les programmes ENIAC et MANIAC I[25]. Klára Dán von Neumann, Augusta H. Teller et Adele Goldstine en font partie[26],[27].
- Gertrude Blanch dirige le Mathematical Tables Project de 1938 à 1948. Pendant la Seconde Guerre mondiale, ce service fournit les calculs pour le gouvernement américain, l'Office of Scientific Research and Development, l'armée, la marine, le projet Manhattan et de nombreuses institutions[28].
- Ruth Leach Amonette devient vice-présidente d'IBM. Elle est la première femme à assurer cette fonction[29].

### 1945
- Marlyn Meltzer est la première programmeuse du projet ENIAC[30].

### 1946
- Betty Jennings, Betty Snyder, Frances Spence, Kay McNulty, Marlyn Wescoff et Ruth Lichterman sont les programmeuses de l'ENIAC. Adele Goldstine participe également à ce programme[31].

### 1947
- Irma Wyman travaille sur un projet de recherche sur les trajectoires de missile au Willow Run Research Center (en). Les calculs sont faits mécaniquement. En 1947–48, elle visite un service identique à la Navale, le Proving Ground dans lequel Grace Hopper travaille sur des problèmes similaires et met au point un prototype de programme pour l'ordinateur Mark II[32].

### 1948
- Kathleen Booth met au point le langage d'assemblage pour l'ordinateur ARC2[33].
- Dorothy Vaughan est la première superviseuse africaine-américaine au NACA-NASA[21].

### 1949
- Grace Hopper est une officière de l'United States Navy et une des premières programmeuses du Harvard Mark I. Elle est surnommée la mère du Cobol. Elle développe le premier compilateur qu'elle met au point sur un ordinateur électronique, le A-0. Elle est la première à employer le terme déboguer, en référence à un insecte bloqué dans l'ordinateur Harvard Mark II, ce qui avait provoqué une erreur d'exécution du programme[34].
- Evelyn Boyd Granville est la seconde africaine-américaine à obtenir un doctorat en mathématiques. De 1956 à 1960, elle travaille pour IBM sur deux projets de la NASA le programme Vanguard et le programme Mercury, pour placer le premier satellite en orbite autour de la terre[35].
- Le 6 mai, l'ordinateur EDSAC exécute les programmes écrit et mis au point par Beatrice Worsley. C'est le premier ordinateur à exécuter un programme enregistré[36].

### 1950

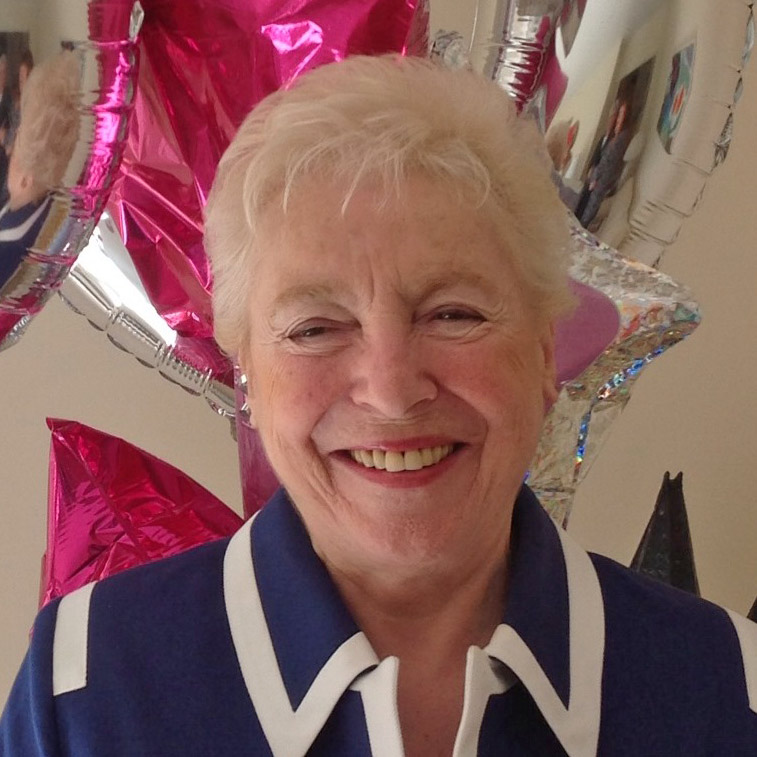
Stephanie "Steve" Shirley

- Ida Rhodes est une des pionnières dans l'analyse des systèmes de programmation. Elle conçoit le langage C-10 au début des années 1950 pour l'UNIVAC I, qui a été utilisé pour calculer le recensement de la population[37].
- Kathleen Booth crée le langage de bas-niveau l'assembleur, directement exécutable par les machines[38].

### 1951
- Frances Elizabeth "Betty" Snyder développe un programme pour l'UNIVAC, le premier générateur de tri[39].

### 1952
- Mary Coombs est la première programmeuse et la première femme à travailler sur l'ordinateur LEO I. Il s'agit du premier ordinateur pour les entreprises. Elle va travailler sur les générations II et III de LEO[40].
- Klára Dán von Neumann, née en Hongrie est une des pionnières sur le projet MANIAC I[41].
- Beatrice Worsley, termine son doctorat en informatique et devient la première femme à obtenir ce diplôme[42].

### 1954
- Thelma Estrin travaille sur le premier ordinateur israélien, le WEIZAC (en)[43].

### 1955
- Annie Easley commence à travailler pour la NACA[44].
- Kateryna Yushchenko développe et met le premier langage de haut niveau nommé APL pour Address programming language[38].

### 1956
- Marguerite Frank met au point avec Philip Wolfe l'algorithme de Frank-Wolfe, un processus itératif de la méthode d'optimisation pour des problèmes non-linéaires contraints généraux[45].

### 1958
- Les calculs orbitaux pour le satellite américain Explorer 1 sont mis au point par une équipe entièrement féminine au sein du Jet Propulsion Laboratory de la NASA. Les calculs mécaniques sont complétés par des calculs logarithmiques effectués à la main[46],[47].
- Grace Hopper met au point le langage de programmation FLOWMATIC[22].
- Le 5 mai, le Centre de recherche Langley de la NASA met fin à la politique de ségrégation en fermant le West Area Computers, composé de femmes calculatrices africaines-américaines[48].
- Kathleen Booth publie un ouvrage sur la programmation des ordinateurs britanniques APEXC (en) (All Purpose Electronic X-Ray Computer)[49].

### 1959
- Alice Recoque, ingénieure spécialisée en architecture des systèmes met au point l’un des premiers mini-ordinateurs français : le CAB500[50].
- Mary K. Hawes crée un groupe de travail pour définir les spécifications d'un langage de programmation pour l'entreprise. Cela aboutit au langage COBOL[30].

### 1961
- Marion Créhange est la première personne à soutenir une thèse en informatique en France, à l'Université de Nancy[51].
- Dana Ulery est la première ingénieure au Jet Propulsion Laboratory. Elle développe un système en temps réel sur les machines de l'aviation nord-américaine Autonetics Recomp II (en), un processeur de 40 bits, une mémoire de 4 ko[52].

### 1962
- Jean E. Sammet développe le langage de programmation FORMAC. Elle est également la première à catégoriser les langages de programmation en 1969. Elle est la première femme présidente de l'Association for Computing Machinery en 1974[53].
- Stephanie Shirley fonde la compagnie UK software company F.I. Elle souhaite créer des opportunités de travail pour les femmes ayant des personnes à charge. Elle emploie principalement des femmes (97%). Elle adopte le prénom masculin Steve pensant que cela pourrait l'aider dans le monde des affaires dominé par les hommes. De 1989 à 1990, elle est présidente de la British Computer Society. En 1985, elle reçoit Recognition of Information Technology Award[54].

### 1964
- Joan Ball est la première personne à proposer un service de rencontre sur ordinateur[55].
- Sharla Boehm est une pionnière dans la commutation de paquets[56].

### 1965
- Mary Allen Wilkes est la première personne à utiliser un ordinateur à domicile pour lequel elle développe un système d'exploitation pour ce premier mini-ordinateur, le LINC (en)[57].
- Sœur Mary Kenneth Keller devient la première femme américaine à obtenir un doctorat en informatique[58]. Sa thèse s'intitule Inductive Inference on Computer Generated Patterns[59].

### 1966
- De 1965 à 1975, Margaret R. Fox (en) est cheffe de service de l'Office of Computer Information, qui dépend de l'Institute for Computer Science and Technology de NBS. Elle est aussi investie au sein de l'Association for Computing Machinery (ACM). Elle est la première secrétaire de l'American Federation of Information Processing Societies (en)(AFIPS)[60].

### 1968
- Vera Molnár est une pionnière du Computer art (en). Elle met au point des algorithmes de dessin à partir de formes géométriques[réf. nécessaire].

### 1969

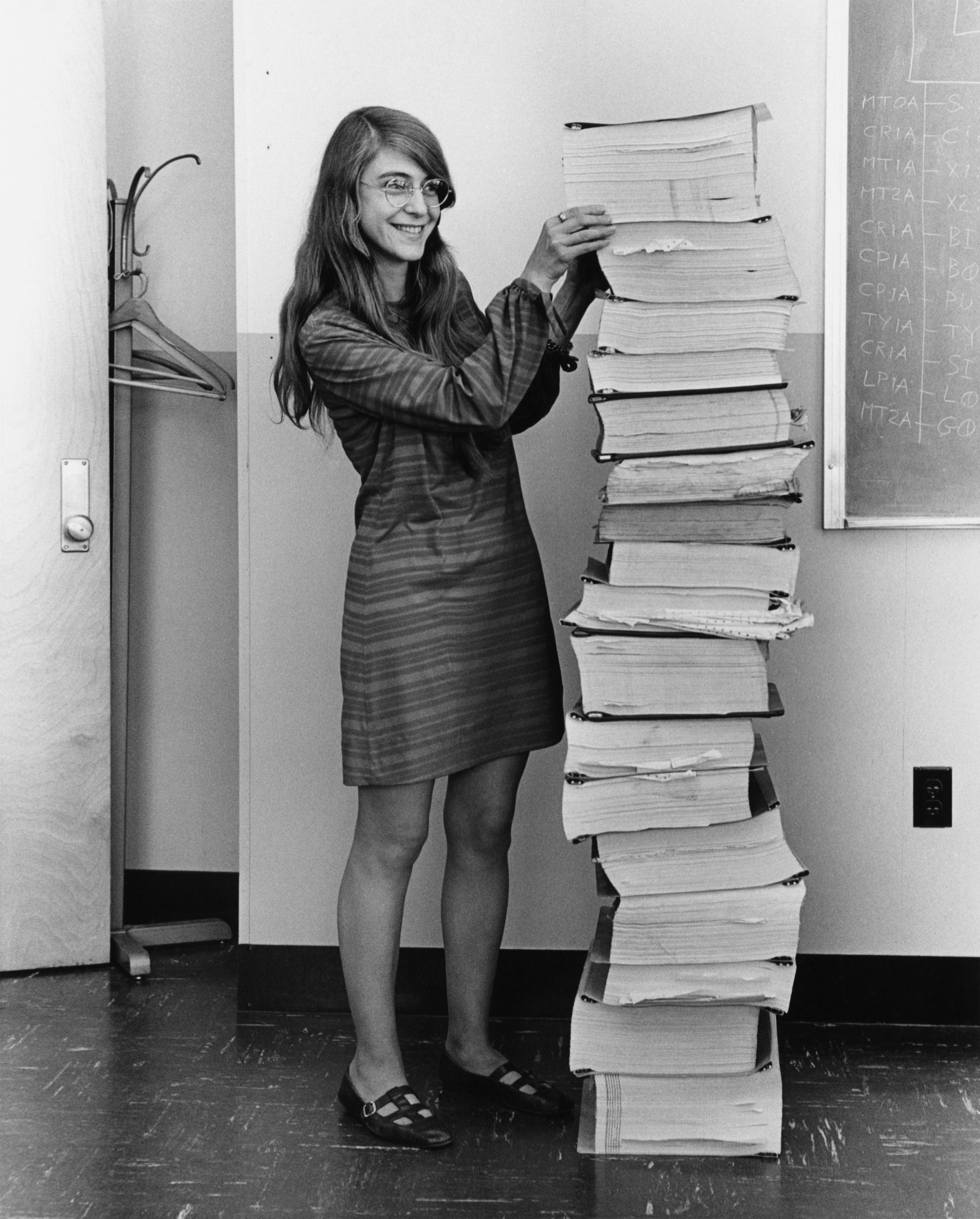
Margaret Hamilton se tenant auprès du code du logiciel de navigation qu'elle et son équipe ont produit pour le programme Apollo.

- Jean E.Sammet publie Programming Languages: History and Fundamentals, ouvrage qui fait référence[61].
- Margaret Hamilton est directrice de la Software Engineering Division du laboratoire du MIT, qui développe le programme embarqué pour la fusée Apollo 11. En 2003, elle reçoit le prix de la NASA Exceptional Space Act, pour ses contributions scientifiques et techniques[62],[63].
- Alexandra Illmer Forsythe publie le premier manuel destiné à l'enseignement de l'informatique, Computer Science : A First Course (Wiley & Sons)[30].

### 1970
- Drude Berntsen est directrice de Norwegian Computing Center (en)[64].

### 1971
- Erna Schneider Hoover est une mathématicienne connue pour avoir inventé une méthode de commutation téléphonique informatisée. Cela a permis de développer les bases de la communication moderne[65]. Au Laboratoires Bell où elle a travaillé 32 ans, Erna Schneider Hoover est considérée comme une pionnière importante dans le domaine des sciences informatiques[66].
- Margaret Burnett est la première développeuse de logiciels à être embauchée sur un poste de direction chez Procter & Gamble, une entreprise de 13 000 personnes[réf. nécessaire].

### 1972
- Mary Shaw est la première étudiante à obtenir un doctorat en sciences informatiques à l'Université Carnegie-Mellon[67].
- Adele Goldberg développe le langage de programmation Smalltalk[68].
- Karen Spärck Jones est une pionnières de la recherche sur le traitement du langage naturel[69].
- Sandra Kurtzig fonde ASK Computer Systems, une startup dans la Silicon Valley[70].

### 1973
- Susan Nycum publie Computer Abuse, premier ouvrage sur la cybercriminalité[71],[72].
- Phyllis Fox travaille sur la bibliothèque de mathématique PORT[73].

### 1974
- Elizabeth Feinler et son équipe définissent un format de fichier en texte simple pour les noms d'hôtes[74]. Ce format a donné le Domain Name System et son équipe est devenu l'organisme qui fait autorité pour les domaines .mil, .gov, .edu, .org, .com.

### 1975
- Irene Greif devient la première étudiante à obtenir un doctorat en sciences informatiques au Massachusetts Institute of Technology[75].
- Sudha Murthy (en) est la première ingénieure informatique à travailler pour TELCO[76].

### 1976
- Rózsa Péter publie Recursive Functions in Computer Theory, sujet sur lequel elle travaille depuis les années 1950[30].

### 1978
- Carol Shaw est l’une des premières femmes designeuse de jeux vidéo, notamment le Tic Tac Toe en trois dimensions pour l’Atari 2600[77].
- Sophie Wilson travaille sur un micro-ordinateur 8 bit, le Acorn System 1 (en), et les instructions pour l'ARM processor[78].
- L'Association for Women in Computing (AWC) est créée[79].
- Christiane Floyd est la première professeure en sciences informatiques en Allemagne[80],[81].

### 1979
- Lynn Conway publie Introduction to VLSI Systems, un ouvrage sur Very-Large-Scale Integration (VLSI) sur le design et la modélisation des circuits intégrés et la Mead & Conway revolution (en) qui s'est ensuivi[réf. nécessaire].
- Patricia Selinger (en) est une architecte IBM System R. En 1979, elle publie un article fondamental sur l'optimisation des requêtes en bases de données relationnelles. Elle est IBM Fellow en 1994 et ACM Fellow en 2009[réf. nécessaire].
- Carol Shaw est une programmeuse et designeuse de jeu pour Atari Corp. and Activision[82].
- Ruzena Bajcsy fonde le laboratoire General Robotics, Automation, Sensing and Perception (GRASP) à l'Université de Pennsylvanie[83].
- Priti Shankar (en) travaille sur le généralisateur code BCH qui permet de corriger les erreurs aléatoires[84].

### 1980
- Carla Meninsky (en) est une programmeuse et designeuse de jeu pour Atari 2600, Star Raiders et Warlords[85].
- Gwen Bell (en) crée le Computer Museum (en) à Boston pour préserver les artefacts de l'histoire de l'informatique[86].
- Ruth M. Davis fonde le Pymatuning Group en Virginie[87].
- Roberta Williams, créatrice de jeux vidéo et cofondatrice de Sierra Online, crée le premier jeu d'aventure graphique Mystery House, où le décor est vu à partir de la personne qui joue, pour l'Apple II[88].

### 1982
- Lorinda Cherry travaille sur Writer's Workbench (en), le premier vérificateur grammatical du système Unix pour les laboratoires Bell[89].

### 1983
- Janese Swanson développe le jeu Carmen Sandiego. Elle fonde la Girl Tech. La Girl Tech encourage les femmes à utiliser les nouvelles technologies, Internet et les jeux video[90].

### 1984
- Roberta Williams est une pionnière en jeu d'aventure graphique pour ordinateur personnel, notamment la série King's Quest[91].
- Susan Kare crée les icônes et l'interface graphique pour Apple Macintosh[92]. Elle est directrice créative chez NeXT[93].
- Eleanor K. Baum (en) devient la première femme aux États-Unis à être la doyenne d'une école d'ingénierie[94].

### 1985
- Radia Perlman met au point le protocole réseau Spanning Tree Protocol. Ses recherches portent sur le chiffrement et les réseaux. Elle reçoit le USENIX Lifetime Achievement Award en 2006[95].
- Irma Wyman est la première directrice des systèmes d'information, chez Honeywell[96].
- Janet Walker (en) développe un système hypertexte Symbolics Document Examiner (en). Une des applications issues de ses recherches sont les signets des navigateurs Web[97].

### 1986
- Lixia Zhang est la seule présente au meeting de l'Internet Engineering Task Force[98].
- Nancy Hafkin dirige le Système panafricain d'information sur le développement[99].

### 1987
- Monica S. Lam obtient un doctorat pour son travail sur l'optimisation des compilateurs[100].
- Anita Borg crée une liste de diffusion pour les femmes en sciences, Systers[101].
- Joëlle Coutaz développe un modèle abstrait d'architecture logicielle Présentation, abstraction, contrôle pour les interactions homme-machine[102].
- Rena Tangens avec Barbara Thoens fonde le Haecksen, une association de femmes membres du Chaos Computer Club, organisation de hackers[103].

### 1988
- Éva Tardos, est récipiendaire du Prix Fulkerson pour ses recherches sur l'analyse de la complexité des algorithmes[104].
- Janie Tsao (en) fonde le fournisseur d'équipements de réseau Linksys[30].

### 1989
- Frances E. Allen devient la première Fellow féminine chez IBM. En 2006, elle est récipiendaire du prix Turing[105].
- Frances Brazier, professeure de sciences informatiques à l'Université de Vrije à Amsterdam, fonde NLnet (en), le premier fournisseur de service Internet aux Pays-Bas[106].

### 1990
- Ruzena Bajcsy devient la première femme à obtenir une chaire de professeur au département de sciences informatiques à l'Université de Pennsylvanie[83].

### 1992
- Donna Dubinsky (en) directrice des services numériques et cofondatrice de Palm, Inc., cofondatrice de Handspring (en), cofondatrice de Numenta, est lauréate du prix Harvard Business School's Alumni Achievement pour « avoir développé le premier assistant numérique personnel (PDA) basé sur un système de mémoire informatique inspiré du cerveau humain »[107].
- Nancy Rhine et Ellen Pack fondent le premier espace destiné aux femmes Women's WIRE (en) qui devient par la suite Women.com[108],[109].
- Carol Bartz devient directrice des services numériques chez Autodesk[110].

### 1993
- Shafi Goldwasser, théoricienne de l'informatique est deux fois récipiendaire du prix Gödel pour ses recherches sur la théorie de la complexité, la cryptographie et la théorie numérique des nombres, et la preuve à divulgation nulle de connaissance[111].
- Barbara Liskov avec Jeannette Wing, développe le principe de substitution de Liskov. Barbara Liskov est lauréate du prix Turing en 2008[112].
- Carolyn Gruyer publie un hypertexte féministe, Quibbling[113].

### 1994
- Sally Floyd est connue pour son travail sur le protocole TCP[114].
- La première Grace Hopper Celebration of Women in Computing (en) est lancé par Anita Borg[115].
- Le projet collaboratif d'écriture hypertexte pour femmes Hi-Pitched Voices est lancé à l'hôtel Hypertext[116].
- Le 20 avril, Hu Qiheng dirige le projet d'implémentation du protocole TCP/IP connection en Chine[117].

### 1995
- Mary Lou Jepsen est directrice technique chez MicroDisplay où elle travaille sur la miniaturisation des écrans[22].
- Eleanor K. Baum (en) est la première femme élue à l'American Society for Engineering Education[94].

### 1996
- Xiaoyuan Tu est la première récipiendaire du prix ACM Doctoral Dissertation Award[118].

### 1997
- Anita Borg, fonde l'Institut for Women and Technology (IWT). En 2003, il est renommé en son honneur Institut Anita Borg[119].
- Chieko Asakawa développe un navigateur IBM Home Page Reader (en) accessibles aux personnes mal-voyantes[120].
- Natalya Kaspersky est la cofondatrice de l'antivirus développé par Kaspersky Lab[121].
- Manuela M. Veloso est lauréate du prix CMU Allen Newell Medal pour ses recherches[30].

### 1998
- Le Center for Women and Information Technology (en) est créé à l'Université du Maryland, comté de Baltimore[122].
- Meg Whitman devient directrice exécutive chez eBay[30].

### 1999
- LinuxChix, une organisation internationale pour les femmes qui utilisent Linux et pour toutes les personnes qui soutiennent les femmes en informatique est créée par Deb Richardson (en)[123].
- Marissa Mayer, est la première ingénieure embauchée chez Google. Par la suite, elle est nommée vice-présidente Search Product and User Experience[réf. nécessaire].
- Lixia Zhang introduit le terme et la notion de Middlebox (en), pour les pare-feu, les load balancers, etc.[124].
- Carly Fiorina devient présidente-directrice générale chez Hewlett-Packard[30].
- Sun Yafeng obtient un poste à la direction de Huawei Technologies[30].

## XXIesiècle

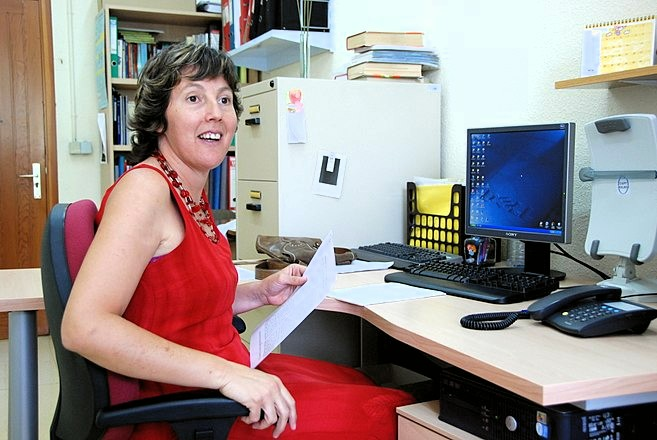
Montse Maritxalar de l'université du pays basque en 2008

### 2000
- Lydia Kavraki est lauréate du Prix Grace Murray Hopper[125].

### 2001
- Noriko H. Arai développe un gestionnaire de contenu NetCommons qui est utilisé par plus de 3 500 institutions et établissements scolaires[126].

### 2002
- Brigitte Plateau devient la première femme à diriger l'Institut polytechnique de Grenoble. En 2012, elle est élue administratrice générale du groupe Grenoble-INP[127].

### 2003
- Ellen Spertus obtient un doctorat en génie électronique et informatique au MIT pour sa thèse ParaSite: mining the structural information on the World-Wide Web[128].
- Margaret Hamilton reçoit le prix Exceptional Space Act de la NASA[129].
- Sue Black lance une campagne pour préserver Bletchley Park[130].

### 2004
- Jeri Ellsworth, conceptrice de puces informatiques, crée la console C64 Direct-to-TV[131].
- Lucy Sanders (en) fonde le National Center for Women & Information Technology (en)[132].
- Sara Catz préside Oracle Corporation[30].

### 2005
- Audrey Tang lance le projet de langage Pugs de Perl 6[133].
- Mary Lou Jepsen crée l'association One Laptop Per Child. Elle est directrice technique. Elle fonde également Pixel Qi Corporation (en)[22].
- Facebook embauche la première ingénieure Ruchi Sanghvi[79].
- Xiaoyun Wang et son équipe décrypte la fonction de hachage cryptographique SHA-1.

### 2006
- Maria Klawe est la première présidente du Harvey Mudd College (en). De 2002 à 2004, elle préside l'Association for Computing Machinery (ACM) fondée en 1955. Elle est la première présidente de cette organisation scientifique[134].
- Les recherches de Melanie Rieback (en) concerne la technologie Radio Frequency Identification (RFID)[135].
- Joanna Rutkowska présente Blue Pill, utilisé par des logiciels malveillants à travers la technique de rootkit à la conférence consacrée à la sécurité Black Hat Briefings[136].
- En janvier, Janet Emerson Bashen (en), devient la première africaine-américaine à obtenir un brevet pour un logiciel[137].
- Frances "Fran" Allen est la première lauréate du prix Turing[138].
- Sophie Vandebroek (en) devient la directrice technique chez Xerox[30].
- Anne-Marie Kermarrec devient directrice de recherche à l'Institut national de recherche en informatique et en automatique (INRIA)[139].
- Yoelle Maarek (en) ouvre et dirige le Google Haifa Engineering Center[140].

### 2007
- Meral Özsoyoğlu (en) devient rédactrice en chef chez ACM Transactions on Database Systems. C'est la première femme à occuper cette position[141],[142].

### 2008
- Carla Gomes fonde et dirige Institute for Computational Sustainability (en) à l'université de Cornell[143].
- Barbara Liskov est lauréate du prix Turing[144].
- Le groupe Information Retrieval Specialist de la British Computer Society (BCS IRSG) et la British Computer Society (BCS) crée le prix Karen Spärck Jones, du nom d'une informaticienne britannique[145].

### 2009
- Lixia Zhang est lauréate du IEEE Internet Award pour ses contributions sur l'architecture d'Internet[124].
- Carol Bartz rejoint Yahoo! en tant que présidente directrice générale[146].
- María Pétrou est directrice des services informatiques au Centre de Recherche et Technologie en Grèce (CERTH)[147].

### 2010
- Farida Bedwei est cofondatrice de Logiciel Ghana Limited, une société de services et de technologies, au Ghana. Elle en est la directrice technologique[148],[149].

### 2011

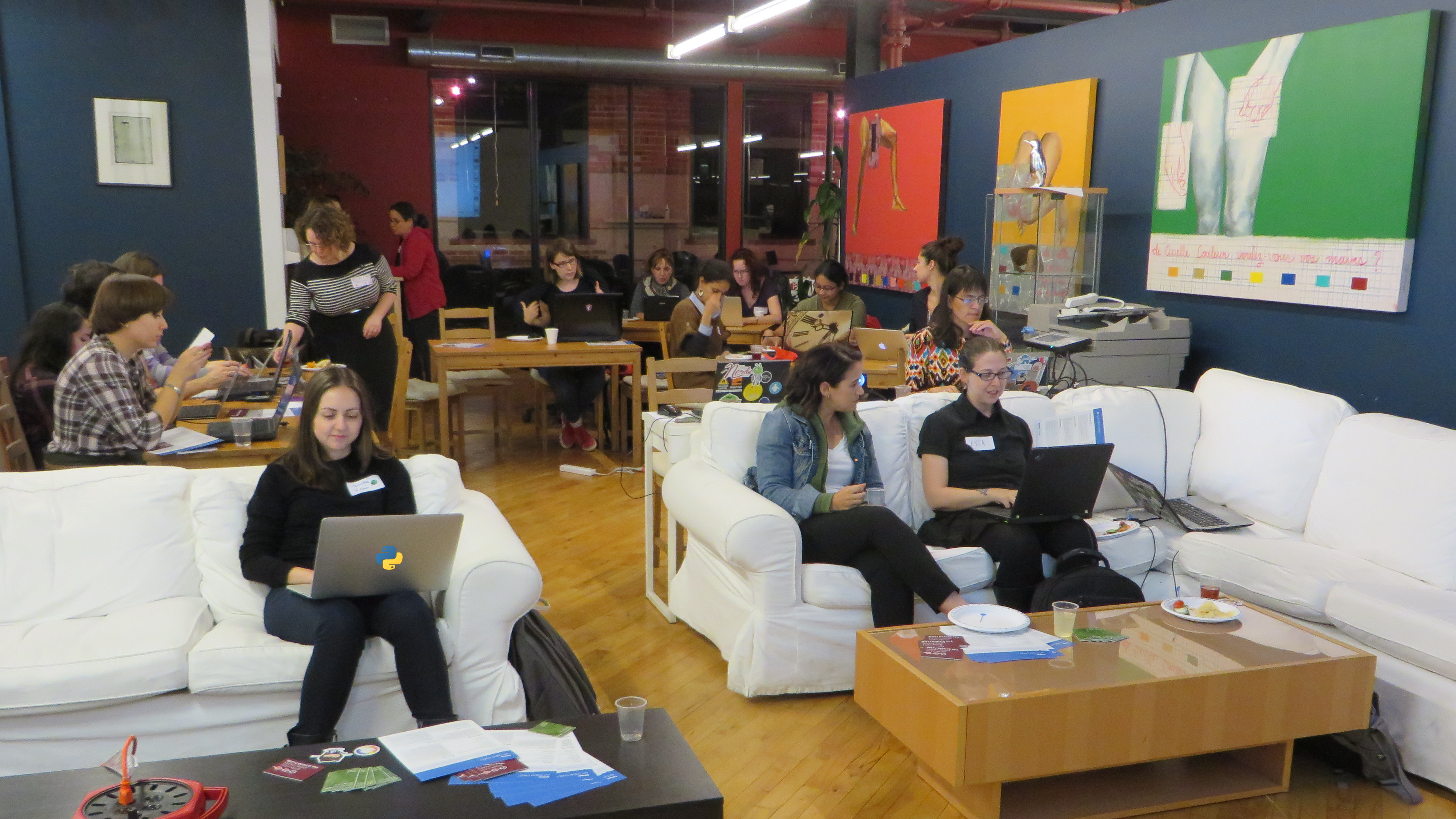
PyLadies à Montreal en 2015 lors d'une GitHub party.

- Ladies Learning Code est un programme pour promouvoir la technologie auprès des femmes à Toronto[150].
- PyLadies, est une organisation internationale de femmes qui s'intéressent au code en Python. Le premier groupe est créé à Los Angeles[151].
- Meg Whitman devient présidente directrice générale de Hewlett-Packard[30].
- Bettina Speckmann (en) est la première lauréate du prix néerlandais pour la recherche en Technologie de l'Information et de la Télécommunication. Elle est reconnue pour son travail sur les systèmes d'information géographique[152].
- Noriko H. Arai dirige le programme en Intelligence artificielle à l'Université de Tokyo[126].
- Shikoh Gitau est lauréate du prix Google Anita Borg. Elle est la première personne sub-saharienne à obtenir un prix Google[153].

### 2012
- Shafi Goldwasser reçoit le prix Turing[154].
- Pixelles (en) crée le premier incubateur en programmation de jeux vidéo à Montreal[155].
- Muffy Calder (en) est conseillère scientifique auprès du gouvernement écossais[156].
- Brigitte Plateau dirigeante de l'Institut polytechnique de Grenoble en 2002, est élue administratrice générale du groupe Grenoble-INP en 2012[127].
- Ginni Rometty est présidente-directrice générale (CEO) du groupe IBM[30].
- Éva Tardos reçoit le prix Gödel[104].
- Regina Honu crée Soronko Solutions, une entreprise qui met la technologie au service du développement social[157].

### 2013
- La développeuse Roya Mahboob fait partie de la liste des 100 personnalités les plus influentes de l'année, établie par le TIME Magazine[158]
- Christine Paulin-Mohring reçoit le prix ACM Software System, pour son travail sur le logiciel Rocq, un assistant de preuve[159].

### 2014
- Megan Smith est nommée Chief Technology Officer des États-Unis[160].
- Coraline Ada Ehmke ébauche le premier code de conduite, le Contributor Covenant pour les projets open source[161].
- Perianne Boring (en) fonde un groupe de défense d'intérêt, la Chamber of Digital Commerce pour défendre les technologies émergentes blockchain, bitcoin, etc.[162].
- En août, la première conférence pan-africaine Women in Tech a lieu en ligne[163].

### 2015
- Sarah Sharp (en) est la première lauréate Women in Open Source Community, décerné par Red Hat[164].
- Kesha Shah est la première lauréate Women in Open Source Academic Award, décerné par Red Hat[164].
- Gillian Docherty (en) devient la présidente-directrice générale de DataLab en Écosse[165].
- Catherine Plaisant est élue à la CHI Academy de l’Association for Computing Machinery (ACM) pour sa contribution au domaine d'étude de l’interaction homme-machine[166].
- Véronique Cortier reçoit le Prix Inria - Académie des sciences, pour ses recherches sur les protocoles de sécurité et les systèmes de vote électronique[167].

### 2016
- Audrey Tang devient la ministre chargée du numérique à Taiwan[168].
- Kate Devlin organise le premier sex-tech hackathon au Royaume-Uni[169].

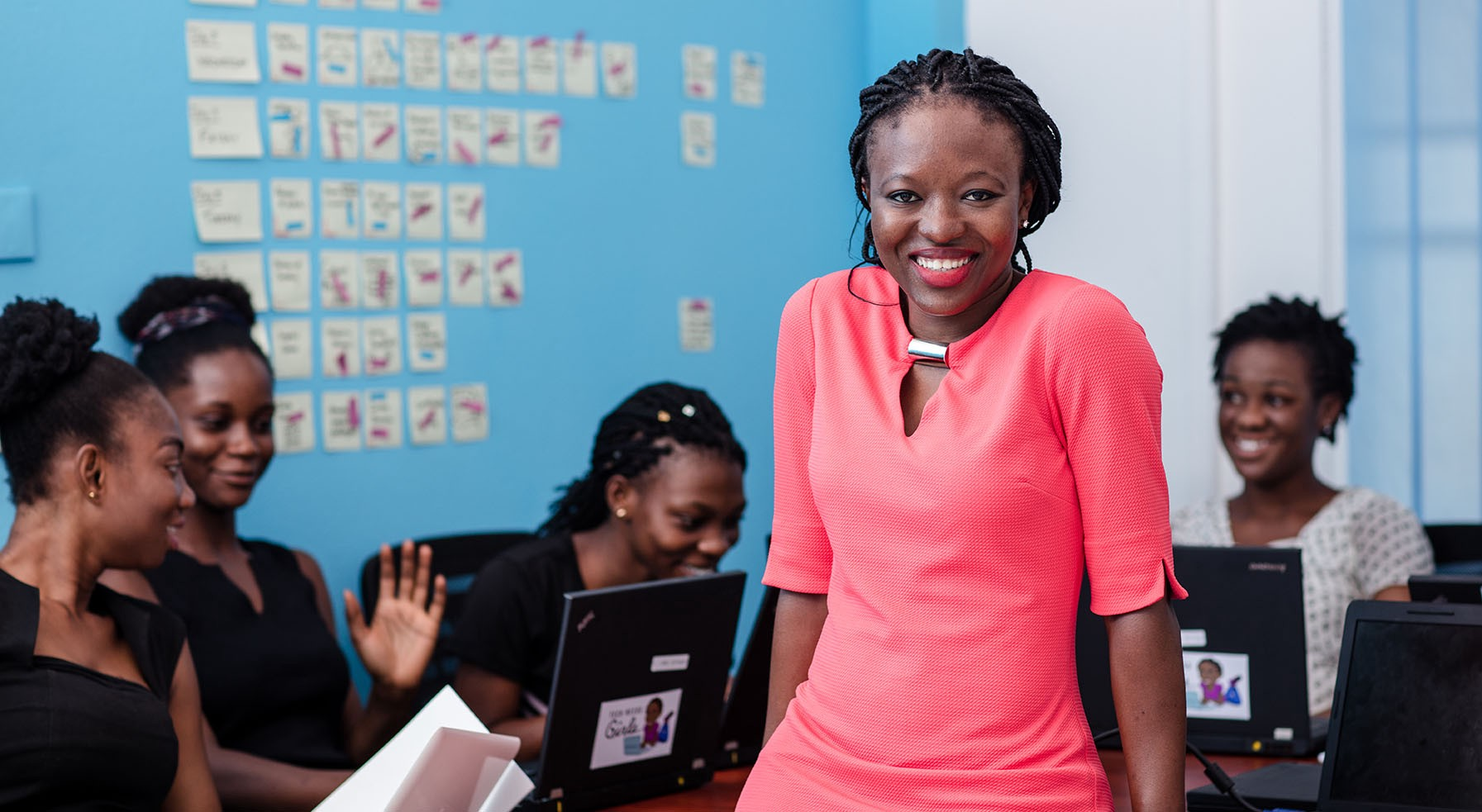
Regina Honu avec une classe d'étudiantes apprenant à coder

### 2017
- Michelle Simmons fonde la première entreprise sur le calculateur quantique[170].
- Regina Honu ouvre l'académie Soronko, une école de code pour les enfants des deux sexes en Afrique de l'Ouest[171].

### 2018
- Rosie Stephenson-Goodknight est nommée chevalière de l'ordre de St. Sava de la république de Serbie pour son engagement dans Wikipedia[172].
- Gladys West mathématicienne, contribue au développement de la technologie du GPS. Elle est intronisée au Temple de la renommée de la Force aérienne des États-Unis[173].

### 2019
- Monique Laurent reçoit la médaille d'argent du CNRS[174] et elle est élue membre de l'Académie des Sciences, dans la section des sciences mécaniques et informatiques[175].